# Battaglia di Warburg
La battaglia di Warburg venne combattuta il 31 luglio 1760 nei pressi della cittadina tedesca di Warburg nell'ambito degli eventi della guerra dei sette anni; la battaglia vide affrontarsi un'armata di truppe francesi, comandata dal generale Louis Nicolas du Muy, e una forza alleata di truppe del Regno di Gran Bretagna, dell'Elettorato di Hannover e altri Stati tedeschi minori agli ordini del principe Ferdinando di Brunswick-Wolfenbüttel.
Con i francesi attestati su una linea di colline a occidente di Warburg a protezione degli attraversamenti sul fiume Diemel, gli anglo-tedeschi, favoriti dalla fitta nebbia mattutina, compirono una manovra aggirante del fianco sinistro del nemico mettendone rapidamente in crisi lo schieramento; una carica frontale della cavalleria britannica contro il centro dello schieramento nemico provocò il collasso dell'armata francese, che subì forti perdite mentre tentava di ritirarsi attraverso il Diemel.

## Antefatti
Allo scoppio della guerra dei sette anni il territorio dell'Elettorato di Hannover, dominio dinastico del re Giorgio II di Gran Bretagna situato nella Germania settentrionale, era stato immediatamente coinvolto nelle operazioni belliche. Un'armata francese aveva invaso l'Hannover nel giugno 1757 e sconfitto le forze anglo-hannoveriane costringendole a firmare un armistizio; dopo la devastante sconfitta riportata dalle forze francesi nella battaglia di Roßbach il 5 novembre 1757 ad opera della Prussia, tuttavia, l'Hannover aveva rotto l'armistizio ed era rientrato nel conflitto: un'armata composita di truppe hannoveriane, britanniche, prussiane e di altri Stati minori della Germania settentrionale (in particolare il Langraviato d'Assia-Kassel e il Brunswick-Wolfenbüttel) al comando del principe Ferdinando di Brunswick-Wolfenbüttel, cognato del re Federico II di Prussia, cacciò i francesi dall'Hannover dopo la vittoria nella battaglia di Krefeld il 23 giugno 1758, riportando il fronte ai confini prebellici.
Gli anni successivi videro una lunga serie di offensive e controffensive nella zona della valle del fiume Weser, con continui attacchi e contrattacchi che annullavano le conquiste del momento e finivano in definitiva con il rendere stazionaria la situazione: il 13 aprile 1759 i francesi del generale Victor-François de Broglie ottennero una vittoria nella battaglia di Bergen, ma il 1º agosto 1759 gli anglo-tedeschi di Ferdinando sbaragliarono nel corso della battaglia di Minden le armate congiunte di de Broglie e del maresciallo di Francia Louis Georges Érasme de Contades, che fu destituito dal comando supremo delle armate francesi in Germania e rimpiazzato con lo stesso de Broglie.
La campagna del 1760 vide un nuovo altalenarsi di successi e sconfitte: sfruttando la sua superiorità numerica (130 000 francesi contro 62 000 anglo-tedeschi), de Broglie lanciò  un'offensiva in direzione dell'Assia sconfiggendo il 10 luglio le forze di Ferdinando nella battaglia di Korbach; nonostante il successo riportato il 14 luglio seguente dalle forze anglo-tedesche al comando del principe ereditario Carlo Guglielmo Ferdinando di Brunswick-Wolfenbüttel nella battaglia di Emsdorf, Ferdinando dovette ordinare una ritirata generale verso nord alla volta della zona compresa tra i fiumi Weser e Diemel, a protezione dell'importante base alleata di Kassel. Dopo aver inviato un forte contingente a presidiare la stessa Kassel, Ferdinando schierò il grosso della sua armata a nord della città, ma il 27 luglio levò il campo e si diresse a ovest oltre il corso del Diemel; la mossa fu notata dai francesi, e de Broglie si mise in movimento sperando di cogliere l'armata anglo-tedesca mentre si apprestava ad attraversare il fiume: un forte contingente al comando del generale Louis Nicolas du Muy ricevette istruzione di attraversare il Diemel a Marsberg e di procedere poi a est lungo la riva nord del fiume fino all'abitato di Warburg, occupato nel frattempo con i suoi importanti ponti dalla fanteria leggera del generale Jean Chrétien Fischer.
L'avanguardia dell'armata di Ferdinando era rappresentata dalla brigata di fanteria hannoveriana del generale Friedrich von Spörcken e dalla "Legion Britannique" del maggiore August Christian von Bülow (un freikorps di truppe leggere tedesche e britanniche), che il 28 luglio occupò gli attraversamenti sul Diemel a Liebenau e Trendelburg, a oriente di Warburg; gli ussari britannici della Legion Britannique si scontrarono quindi con la fanteria leggera di Fischer attestata sulla collina di Desenberg subito a est di Warburg, scacciandola dalla posizione e obbligandola a ripiegare all'interno della città. Il giorno seguente l'avanguardia anglo-hannoveriana fu quindi raggiunta dalle forze del principe ereditario Carlo di Brunswick-Wolfenbüttel: lasciate le forze di von Bulow a presidiare il Desenberg, il principe concentrò le sue forze e quelle di von Spörcken nei pressi dell'abitato di Köbecke a nord di Liebenau per prepararsi ad assaltare Warburg; le forze di Fischer in città erano però state nel frattempo raggiunte dal resto dell'armata francese di du Muy, che si attestarono in una posizione difensiva a nord-ovest della città lungo una linea di colline parallele al corso del fiume Diemel.

## La battaglia

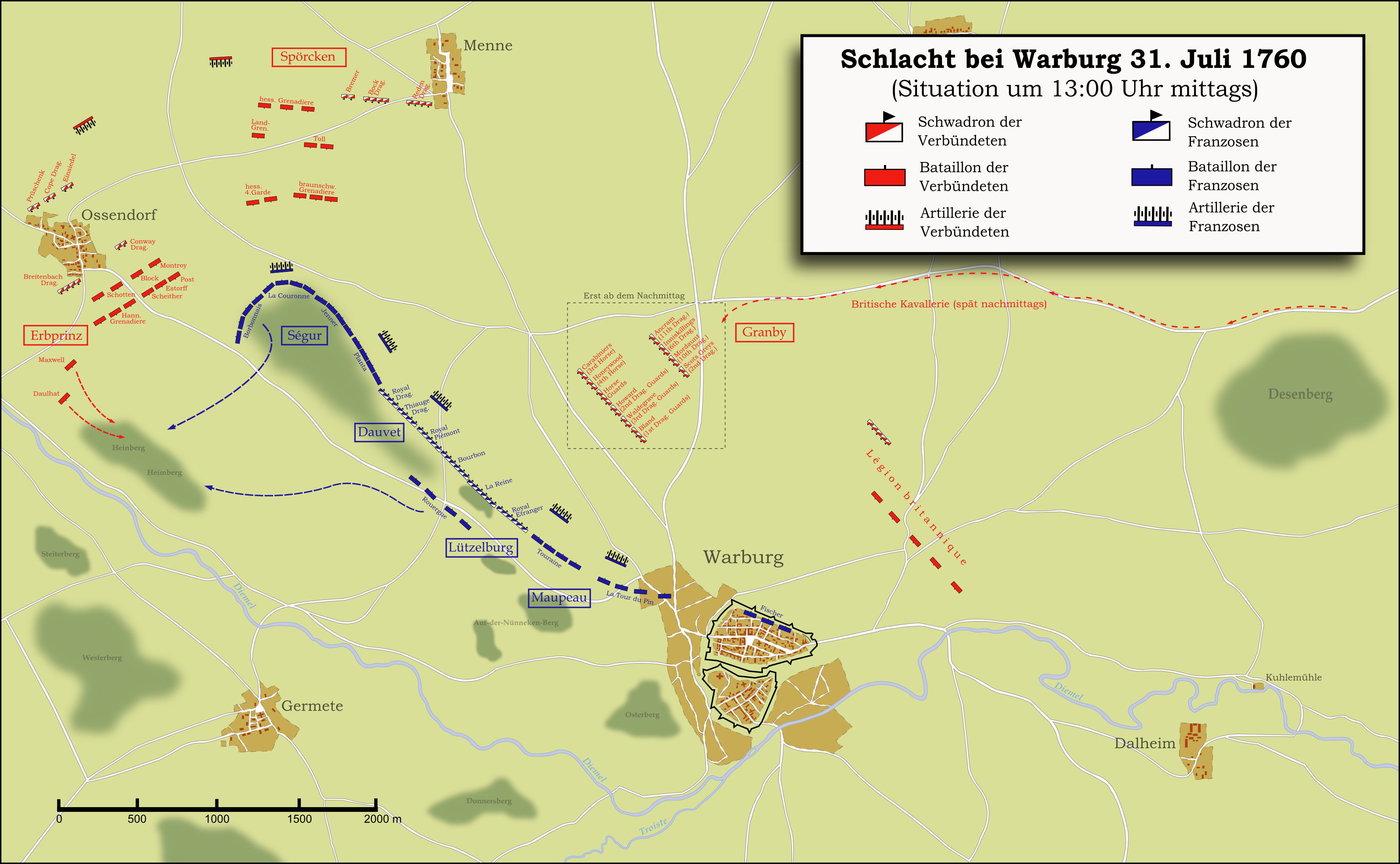
La situazione sul campo di battaglia alle 13:00: le forze anglo-tedesche (in rosso) aggirano la sinistra dei francesi (in blu) e occupano la collina di Heinsberg alle loro spalle

Il 30 luglio, mentre il resto dell'armata di Ferdinando, ancora a sud del Diemel, levava il campo e muoveva alla volta di Liebenau e Warburg, il principe ereditario Carlo compì una ricognizione delle posizioni di du Muy a occidente di Waburg: gli anglo-tedeschi potevano disporre di 16 000 uomini ripartiti in 23 battaglioni di fanteria e 22 squadroni di cavalleria appoggiati da26 cannoni, mentre i francesi avevano 20 000 uomini in 28 battaglioni di fanteria e 31 squadroni di cavalleria con 24 cannoni. Le truppe leggere di von Bulow compirono una finta in direzione di Warburg mentre il resto delle forze del principe Carlo compivano una manovra aggirante marciando lungo tutto il fronte nemico per andare a occupare, con il favore delle tenebre, il villaggio di Ossendorf all'estrema ala sinistra dello schieramento francese; il piano del principe era quello di occupare, la mattina successiva, la collina di Heinberg, collocata alle spalle della linea francese, per poi attaccare da rovescio l'ala sinistra del nemico. Ferdinando si disse d'accordo con il piano, ma ordinò che l'assalto non avesse inizio finché il grosso della sua armata non avesse varcato il Diemel in modo da fornire appoggio alle forze del principe Carlo.

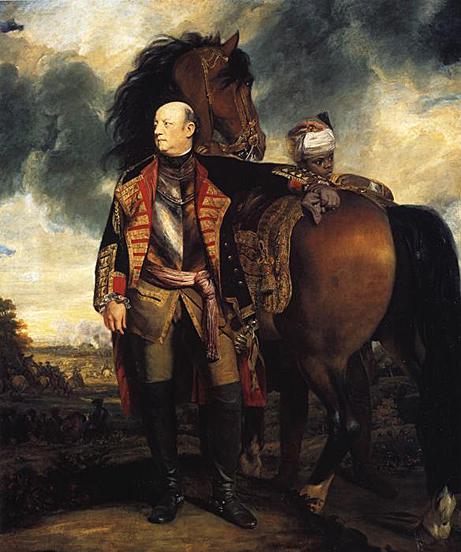
John Manners, marchese di Granby, ritratto da Joshua Reynolds nel 1763

All'alba del 31 luglio il campo di battaglia risultò immerso in una fitta nebbia. Verso le 07:00 Ferdinando raggiunse le truppe schierate a Warburg e ordinò l'inizio dell'assalto: le forze del principe ereditario furono divise in due colonne, con la prima (al comando del generale von Spörcken) incaricata di prendere la collina di Heinsberg e la seconda (sotto il generale Christian von Zastrow) pronta a sfruttare il successo per attaccare il fianco sinistro esposto dei francesi. Con la sua visuale severamente ostacolata dalla nebbia, fu solo verso le 09:00 che du Muy si accorse che l'armata anglo-tedesca di Ferdinando stava varcando il Diemel a Liebenau, e il francese si affrettò a rinforzare l'ala destra del suo schieramento; le forze del principe Carlo erano però in marcia sul suo fianco sinistro e, attorno alle 12:00, la prima colonna occupò la collina di Heinberg alle spalle dei francesi. Preso completamente di sorpresa, du Muy fece invertire il fronte alla sua ala sinistra e la lanciò in un contrattacco per riprendere la collina; la manovra fu tuttavia intercettata dalla colonna di von Zastrow, che prese i francesi alle spalle: dopo una serie di pesanti scontri la linea dei francesi fu spezzata e l'ala sinistra di du Muy fu scacciata dalle colline da una carica dei dragoni britannici.
I 31 squadroni della cavalleria francese, schierati al centro della linea di du Muy, non erano stati ancora impegnati in battaglia e si prepararono quindi a contrattaccare. In soccorso delle truppe del principe Carlo arrivò quindi la brigata di cavalleria anglo-tedesca del generale John Manners, marchese di Granby, avanguardia dell'armata di Ferdinando e appena arrivata da Liebenau dopo una marcia forzata; Granby lanciò subito i suoi squadroni in una feroce carica frontale, infrangendo la resistenza dei francesi e mettendo in fuga la cavalleria di du Muy infliggendole numerose perdite mentre questa cercava di guadare il corso del Diemel. Solo l'arrivo delle prime avanguardie dell'armata principale di de Broglie convinsero Granby a desistere da ulteriori attacchi; i resti della forza di du Muy, ad ogni modo, sgombrarono Warburg e si ritirarono dietro il Diemel.

## Conseguenze
A Warburg i francesi subirono una dura sconfitta, dovendo registrare perdite comprese tra i 6 000 e gli 8 000 uomini oltre alla cattura di 12 cannoni; le perdite per l'armata anglo-tedesca ammontarono a circa 1 200 uomini. La carica degli squadroni di Granby entrò nella leggenda della cavalleria britannica, e tutti i reggimenti montati si videro attribuire da quel giorno l'onore di battaglia "Warburg" sugli stendardi.
Il successo di Warburg si rivelò effimero per gli anglo-tedeschi: pochi giorni dopo la battaglia de Broglie prese Kassel, la cui guarnigione si ritirò senza combattere su disposizione di Ferdinando perché troppo numericamente soverchiata dal nemico, e i francesi si spinsero fino a occupare la fortezza prussiana di Wesel. Ferdinando distaccò una forza sotto il principe Carlo con il compito di riprendere Wesel, ma il 15 ottobre 1760 il principe subì una dura sconfitta ad opera dei francesi di Charles Eugène Gabriel de la Croix nella battaglia di Kloster Kampen.